# Monotron
Il Monotron è un sintetizzatore monofonico analogico creato dalla Korg controllabile tramite un piccolo ribbon.

## Struttura
Lo schema interno del Monotron è molto semplice e comprende: 1 VCO, 1 VCF e 1 LFO. L'LFO può modulare sia il Pitch che il Cutoff del filtro.

## Controlli
Sono presenti 6 potenziometri:
- Controllo del pitch
- Rate (frequenza) dell'LFO
- Int. (intensità) dell'LFO
- Cutoff (punto di taglio) del Filtro
- Peak (picco, risonanza) del Filtro
- Volume (situato sul bordo posteriore)

È anche presente un piccolo trimmer per accordare precisamente il ribbon.